# Lesquerde
Lesquerde település Franciaországban, Pyrénées-Orientales megyében. Lakosainak száma 142 fő (2022. január 1.). Lesquerde Saint-Paul-de-Fenouillet, Maury, Rasiguères, Lansac, Saint-Arnac és Saint-Martin-de-Fenouillet községekkel határos.

## Földrajz

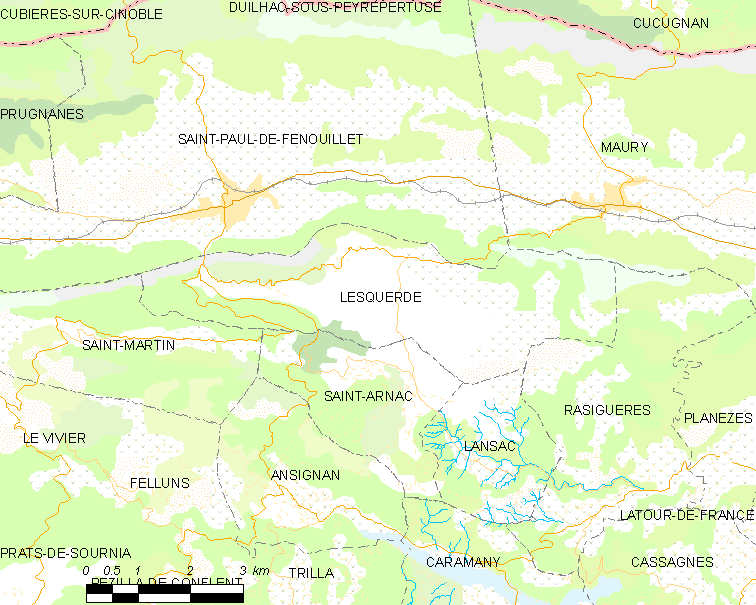
Lesquerde és környéke

## Népesség
A település népességének változása:
| Lakosok száma | 152  | 135  | 133  | 133  | 136  | 139  | 139  | 141  | 142  |
|               | 2013 | 2015 | 2016 | 2017 | 2018 | 2019 | 2020 | 2021 | 2022 |